# Ulrike Kaufmann
Ulrike Kaufmann (Gai, Estiria, 13 de septiembre de 1953 − 19 de diciembre de 2014) fue una escenógrafa, vestuarista, actriz, y creadora austríaca (junto con Erwin Piplits) del Teatro Serapion de Viena

## Vida
Ulrike Kaufmann vivía y trabajaba en Viena. Visitó en la escuela Ortweinschule (1967–1971) la clase de Gráficos y Técnica de Foto. 1972–1975 visitó un curso de escenografía con el profesor Louis Egg en la Academia de Artes Plásticas de Viena. 1973 crea con Erwin Piplits el grupo de teatro „Pupodrom“. El nombre se refiere tanto a los espacios ovales como a las figuras de arte. En el 1980 surge el Teatro Serapion de Viena que ocupó lugar primeramente en la Wallensteinplatz y luego en el edificio de la Bolsa de Productos agrícola, nombrado hoy Teatro Odeon de Viena.

## Premios
- 1983: Kainz-Medaille Premio de promoción.
- 1984 Preis der Stadt Wien
- 1997: Kainz-Medaille Mejor escenografía con Xanadu en el Odeon-Theater.
- 2000: Nestroy-Theaterpreis Mejor escenografía con Nemo. Nemo Loquitur.
- 2005: Nestroy-Theaterpreis Mejor escenografía con Xenos.
- 2010: Nestroy-Theaterpreis por la obra de su vida, junto con Erwin Piplits.

## Literatura
- Eugen Gross (ed.) Die Grazer Ortweinschule Bau-Kunst-Design 1876–2001. Schneider Verlag Hohengehren GmbH, 2001.
- Erwin Piplits. Verwandlung und Wirklichkeit, Böhlau Verlag. Viena 1998